# French Open 1989
Die 88. French Open 1989 waren ein Tennis-Sandplatzturnier der Klasse Grand Slam, das von der ITF veranstaltet wurde. Es fand vom 29. Mai bis 11. Juni 1989 in Roland Garros, Paris, Frankreich statt.
Titelverteidiger im Einzel waren Mats Wilander bei den Herren sowie Steffi Graf bei den Damen. Im Herrendoppel waren Andrés Gómez und Emilio Sánchez Vicario, im Damendoppel Martina Navratilova und Pam Shriver und im Mixed Lori McNeil und Jorge Lozano die Titelverteidiger.

## Herreneinzel

### Setzliste
| Nr. | Spieler        | Erreichte Runde |
| --- | -------------- | --------------- |
| 01. | Ivan Lendl     | Achtelfinale    |
| 02. | Boris Becker   | Halbfinale      |
| 03. | Stefan Edberg  | Finale          |
| 04. | Mats Wilander  | Viertelfinale   |
| 05. | Andre Agassi   | 3. Runde        |
| 06. | Jakob Hlasek   | Achtelfinale    |
| 07. | Tim Mayotte    | 2. Runde        |
| 08. | Miloslav Mečíř | 1. Runde        |

| Nr. | Spieler                | Erreichte Runde |
| --- | ---------------------- | --------------- |
| 09. | Jimmy Connors          | 2. Runde        |
| 10. |                        | Rückzug         |
| 11. | Alberto Mancini        | Viertelfinale   |
| 12. |                        | Rückzug         |
| 13. | Yannick Noah           | 1. Runde        |
| 14. | Aaron Krickstein       | 2. Runde        |
| 15. | Michael Chang          | Sieg            |
| 16. | Guillermo Pérez Roldán | Achtelfinale    |

## Dameneinzel

### Setzliste
| Nr. | Spielerin               | Erreichte Runde |
| --- | ----------------------- | --------------- |
| 01. | Steffi Graf             | Finale          |
| 02. | Gabriela Sabatini       | Achtelfinale    |
| 03. | Natallja Swerawa        | 1. Runde        |
| 04. | Zina Garrison           | 3. Runde        |
| 05. | Helena Suková           | 2. Runde        |
| 06. | Manuela Maleeva         | Viertelfinale   |
| 07. | Arantxa Sánchez Vicario | Sieg            |
| 08. | Conchita Martínez       | Viertelfinale   |

| Nr. | Spielerin            | Erreichte Runde |
| --- | -------------------- | --------------- |
| 09. | Katerina Maleewa     | Achtelfinale    |
| 10. | Helen Kelesi         | Viertelfinale   |
| 11. | Jana Novotná         | Viertelfinale   |
| 12. | Lori McNeil          | 2. Runde        |
| 13. | Claudia Kohde-Kilsch | 1. Runde        |
| 14. | Hana Mandlíková      | 1. Runde        |
| 15. | Mary Joe Fernández   | Halbfinale      |
| 16. | Susan Sloane         | 3. Runde        |

## Herrendoppel

### Setzliste
| Nr. | Paarung                           | Erreichte Runde |
| --- | --------------------------------- | --------------- |
| 01. | Rick Leach Jim Pugh               | 1. Runde        |
| 02. | John Fitzgerald Anders Järryd     | Halbfinale      |
| 03. | Kevin Curren David Pate           | 1. Runde        |
| 04. | Jim Grabb Patrick McEnroe         | Sieg            |
| 05. | Jakob Hlasek Eric Jelen           | Achtelfinale    |
| 06. | Tomáš Šmíd Mark Woodforde         | Achtelfinale    |
| 07. | Sergio Casal Javier Sánchez       | Viertelfinale   |
| 08. | Andrés Gómez Slobodan Živojinović | 1. Runde        |

| Nr. | Paarung                       | Erreichte Runde |
| --- | ----------------------------- | --------------- |
| 09. | Grant Connell Glenn Michibata | 1. Runde        |
| 10. | Peter Doohan Laurie Warder    | 2. Runde        |
| 11. | Darren Cahill Mark Kratzmann  | 1. Runde        |
| 12. | Petr Korda Milan Šrejber      | 2. Runde        |
| 13. | Jim Courier Pete Sampras      | 2. Runde        |
| 14. | Michael Mortensen Tom Nijssen | Achtelfinale    |
| 15. | Agustín Moreno Jaime Yzaga    | 2. Runde        |
| 16. | Patrik Kühnen Carl-Uwe Steeb  | 1. Runde        |

## Damendoppel

### Setzliste
| Nr. | Paarung                              | Erreichte Runde |
| --- | ------------------------------------ | --------------- |
| 01. | Jana Novotná Helena Suková           | Halbfinale      |
| 02. | Laryssa Sawtschenko Natallja Swerawa | Sieg            |
| 03. | Steffi Graf Gabriela Sabatini        | Finale          |
| 04. | Gigi Fernández Lori McNeil           | 2. Runde        |
| 05. | Katrina Adams Zina Garrison          | Viertelfinale   |
| 06. | Betsy Nagelsen Janine Thompson       | 1. Runde        |
| 07. | Jenny Byrne Elizabeth Smylie         | 1. Runde        |
| 08. | Elise Burgin Hana Mandlíková         | Achtelfinale    |

| Nr. | Paarung                               | Erreichte Runde |
| --- | ------------------------------------- | --------------- |
| 09. | Manon Bollegraf Eva Pfaff             | 2. Runde        |
| 10. | Isabelle Demongeot Nathalie Tauziat   | Achtelfinale    |
| 11. | Jo Durie Mary Joe Fernández           | 2. Runde        |
| 12. | Tine Scheuer-Larsen Catherine Tanvier | Viertelfinale   |
| 13. | Beth Herr Candy Reynolds              | Achtelfinale    |
| 14. | Claudia Kohde-Kilsch Claudia Porwik   | 1. Runde        |
| 15. | Nicole Provis Elna Reinach            | Achtelfinale    |
| 16. | Terry Phelps Raffaella Reggi          | Achtelfinale    |

## Mixed

### Setzliste
| Nr. | Paarung                        | Erreichte Runde |
| --- | ------------------------------ | --------------- |
| 01. | Rick Leach Zina Garrison       | Halbfinale      |
| 02. | Jim Grabb Robin White          | Halbfinale      |
| 03. | Sergio Casal Betsy Nagelsen    | Viertelfinale   |
| 04. | Patrick McEnroe Gigi Fernández | Viertelfinale   |

| Nr. | Paarung                      | Erreichte Runde |
| --- | ---------------------------- | --------------- |
| 05. | Peter Doohan Janine Thompson | Achtelfinale    |
| 06. | Tom Nijssen Manon Bollegraf  | Sieg            |
| 07. | Mark Woodforde Terry Phelps  | 2. Runde        |
| 08. | Darren Cahill Nicole Provis  | Viertelfinale   |

## Junioreneinzel

### Setzliste
| Nr. | Spielerin           | Erreichte Runde |
| --- | ------------------- | --------------- |
| 01. | Nicklas Kulti       | Viertelfinale   |
| 02. | Todd Woodbridge     | 1. Runde        |
| 03. | Tommy Ho            | Viertelfinale   |
| 04. | Stefano Pescosolido | Achtelfinale    |
| 05. | Fabrice Santoro     | Sieg            |
| 06. | Arne Thoms          | Achtelfinale    |
| 07. | Paul Dogger         | Halbfinale      |
| 08. | Martin Damm         | Viertelfinale   |

| Nr. | Spielerin            | Erreichte Runde |
| --- | -------------------- | --------------- |
| 09. | Luis-Enrique Herrera | Achtelfinale    |
| 10. | Jonathan Stark       | 1. Runde        |
| 11. | Chuck Adams          | 2. Runde        |
| 12. | Jared Palmer         | Finale          |
| 13. | Johan Anderson       | Viertelfinale   |
| 14. | Aki Rahunen          | Achtelfinale    |
| 15. | Martin Stringari     | Achtelfinale    |
| 16. | Fernando Meligeni    | 1. Runde        |

## Juniorendoppel

### Setzliste
| Nr. | Paarung                           | Erreichte Runde |
| --- | --------------------------------- | --------------- |
| 01. | Johan Anderson Todd Woodbridge    | Sieg            |
| 02. | Wayne Ferreira Grant Stafford     | Viertelfinale   |
| 03. | Luis-Enrique Herrera Mark Knowles | Finale          |
| 04. |                                   | Rückzug         |

| Nr. | Paarung                        | Erreichte Runde |
| --- | ------------------------------ | --------------- |
| 05. | Ola Kristiansson Nicklas Kulti | Viertelfinale   |
| 06. | Gilles Bastié Fabrice Santoro  | Achtelfinale    |
| 07. | Jamie Morgan Bret Richardson   | 1. Runde        |
| 08. | Michael Brown Marcos Ondruska  | 1. Runde        |

## Juniorinnendoppel

### Setzliste
| Nr. | Paarung                                | Erreichte Runde |
| --- | -------------------------------------- | --------------- |
| 01. | Andrea Strnadová Eva Švíglerová        | Achtelfinale    |
| 02. | Natalia Biletskaia Natalija Medwedjewa | 1. Runde        |
| 03. | Kristin Godridge Kirrily Sharpe        | Halbfinale      |
| 04. | Federica Haumuller Florencia Labat     | 1. Runde        |

| Nr. | Paarung                             | Erreichte Runde |
| --- | ----------------------------------- | --------------- |
| 05. | Jennifer Capriati Carrie Cunningham | Achtelfinale    |
| 06. | Magdalena Maleewa Petra Ritter      | 1. Runde        |
| 07. | Cathy Caverzasio Silvia Farina      | Finale          |
| 08. | Sabrina Giusto Elizabeth Nieto      | Achtelfinale    |